# Dinah Collin
Dinah Collin (* vor 1969) ist eine britische Kostümbildnerin.
Dinah Collin hat weder eine Ausbildung als Schneiderin noch als Kostümbildnerin absolviert. Sie hat lediglich ein Studium als Illustratorin abgeschlossen, aber nicht als Illustratorin gearbeitet. Nach dem Studium jobbte sie zunächst am Theater, arbeitete als Bühnenmalerin und assistierte in der Bühnenschneiderei. Seit den 1960er Jahren arbeitet sie als Kostümbildnerin für die BBC. 
Einen BAFTA-TV-Award erhielt sie 1991 für die BBC-Miniserie Portrait of a Marriage
Bekannt wurde sie als Kostümbildnerin durch die BBC-Miniserie Stolz und Vorurteil mit Colin Firth; 1996 erhielt sie für diesen Film einen Emmy. 2017 wurde sie in der Neuverfilmung von Daphne du Mauriers Buch Meine Cousine Rachel für den BIFA nominiert. 2019 gewann sie den BAFTA Cymru Award für das Kostümdesign in dem Film Gwen.  
1999 schuf sie die Kostüme für Verdis Oper Macbeth für das Arts Theatre Cambridge, 2012 für die Glyndebourne-Inszenierung der Oper Das schlaue Füchslein von Leoš Janáček.

## Filmografie (Auswahl)
- 1969: Son of Man, TV-Film, Regie: Gareth Davies
- 1970: Edward II, TV-Film, Regie: Richard Marquand, Toby Robertson
- 1971: ’Tis Pity She's a Whore, Regie: Giuseppe Patroni Griffi
- 1991: Portrait of a Marriage, TV-Miniserie
- 1993: The Railway Station Man, Regie: Michael Whyte
- 1995: Stolz und Vorurteil TV-Miniserie, Regie; Simon Langton
- 2002: Bloody Sunday, Regie: Paul Greengrass
- 2004: Die Bourne Verschwörung, Regie: Paul Greengrass
- 2010: Der Ghostwriter, Regie: Roman Polanski
- 2013: Hyde Park am Hudson, Regie: Roger Michell
- 2013: Venus im Pelz, Regie: Roman Polański
- 2016: The Infiltrator, Regie: Brad Furman
- 2017: Meine Cousine Rachel, Regie: Roger Michell
- 2018: Gwen, Regie: William McGregor
- 2019: Blackbird,
- 2020: The Duke, Regie: Roger Michell
- 2020: The Railway Children Return, Regie: Morgan Matthews